# 関子嶺温泉
関子嶺温泉（かんしれい-おんせん）は台湾台南市北部、台南市白河区に位置する温泉。日本統治時代には、草山温泉（現在の陽明山温泉）、北投温泉、四重渓温泉と並び、台湾四大名湯に挙げられた。

## 名称
旧称関仔嶺（台湾語：kôan-a-niá）の「関」は、「高」の変音であり、関子嶺は「高い嶺」の意味である。1920年10月府令第48号より関子嶺と改称。年「仔」は名詞化の接尾語。

## 歴史
関子嶺温泉は日本軍によって発見されたが、発見された年については1898年と1902年の２つの説がある。1904年には旅館（吉田屋旅館、現在の静楽館）が開業し、翌年には龍田屋（現、関子嶺大旅社）も開業した。他にも警察の療養所である暢神庵（現在の警光山荘）や、聴水庵という高官向けの招待所も作られた。また「台湾人に入浴の風習を身に着け個人衛生観念を養成する」という台湾総督府の方針にもとづき、1913年11月に作られた公衆浴場には、台湾人向けの浴室も作られた。
開発当初は最高級の温泉とされ、台湾総督を始め高級官吏の接待の場として使われた。また1913年には泥の中にラジウムが含まれることがわかり「天下第一泉」とも称された。1933年には伏見宮博英王が温泉を訪問し、前述の聴水庵に宿泊した。
1964年に発生した白河大地震(zh:1964年白河地震）により関子嶺温泉は大打撃を受け、聴水庵も倒壊した。

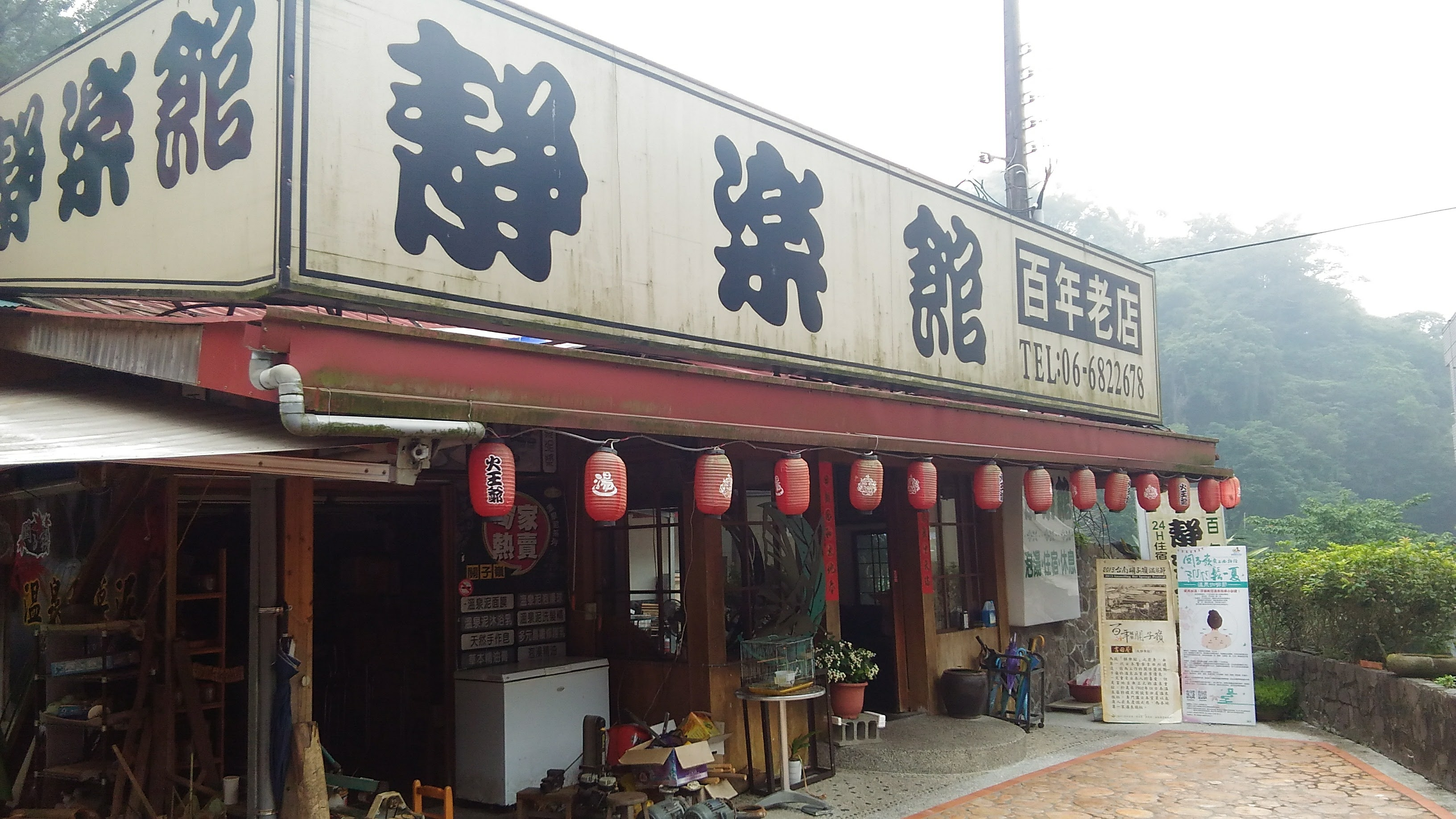
静楽館（旧吉田屋）
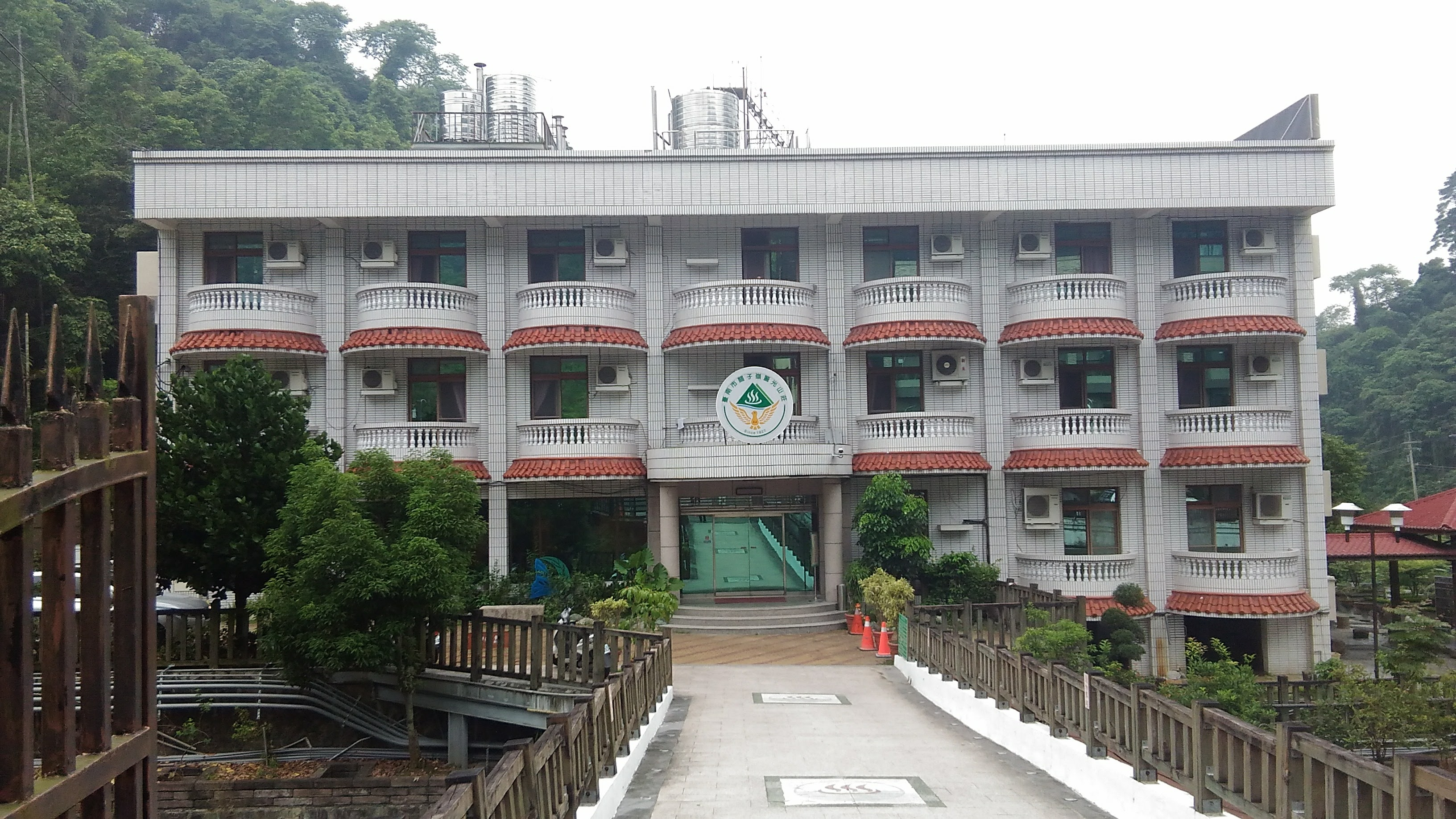
警光山荘（旧暢神庵）
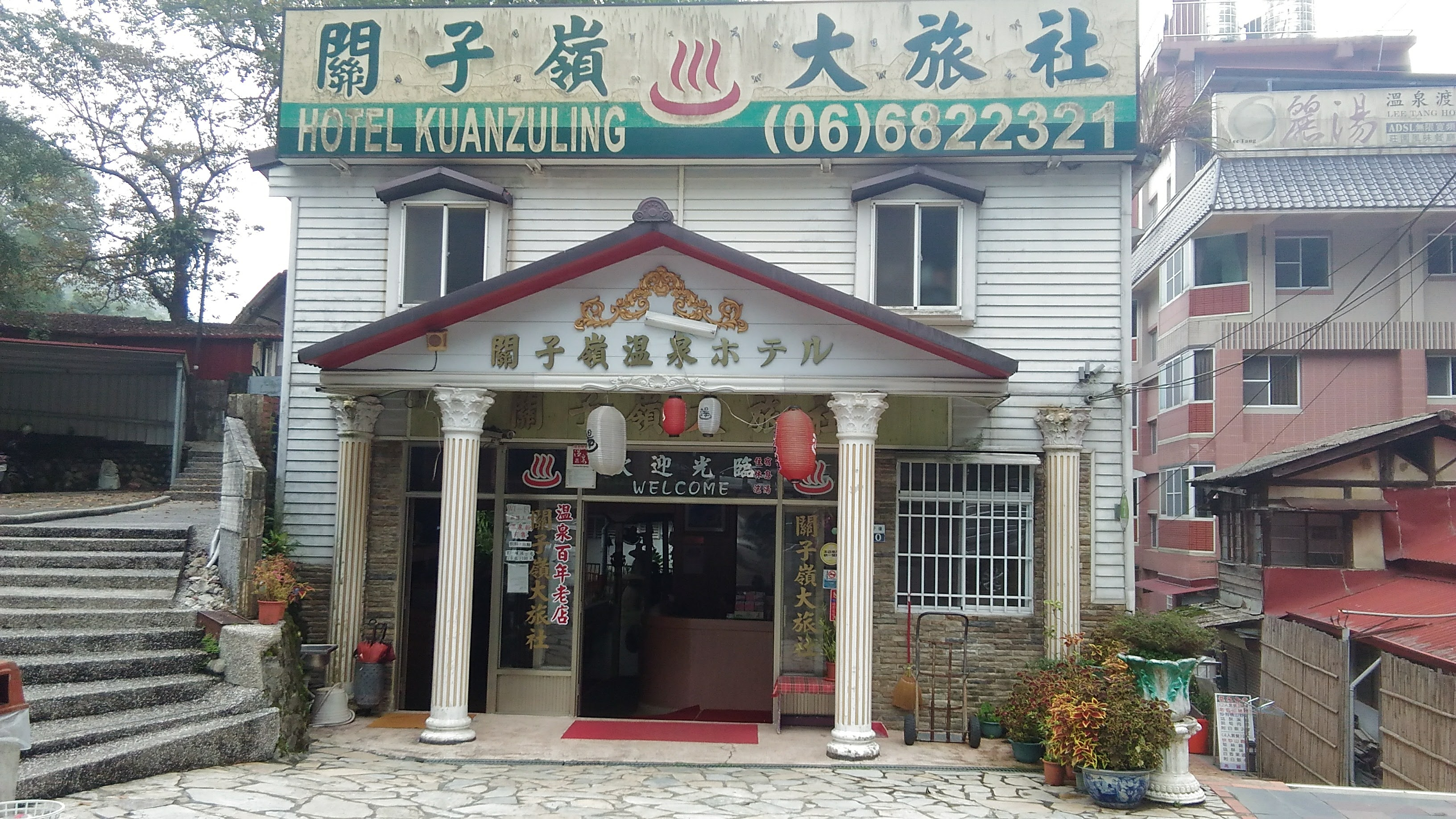
関子嶺旅社（旧龍田屋）
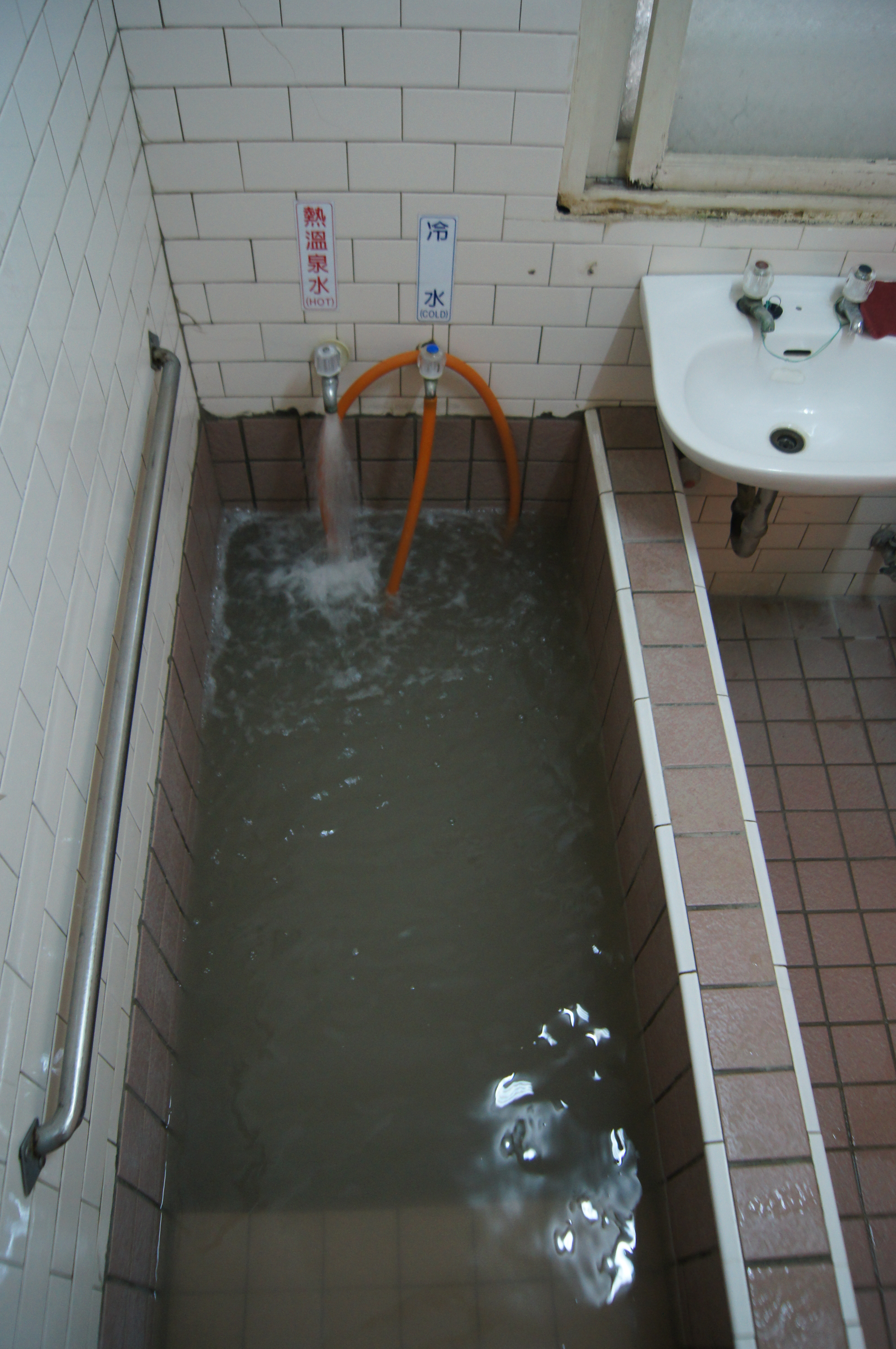
関子嶺旅社浴室

## 泉質
源泉は２つあり、一つは警察保養所（警光山荘）の脇に、もう一つは火王爺（不動明王）廟の下方にある。かつては大量の泥湯が吹き上げられていたが、現在は湧出量が減少してしまっている。
湯は灰濁しており、ところどころ泥の塊が含まれる。ほぼ無味だが、石油と消毒液を混ぜたような独特な臭気が特徴である。飲用は不可。湯温は70℃～80℃。pH約8～9。塩素イオン約2027ppm、炭酸水素イオン約3961ppm、ナトリウムイオン約4273ppmを含む炭酸水素塩泉である。
温泉によっては、肌に塗るための泥を別に用意し、利用客が思い思いに塗ることができるようになっている。

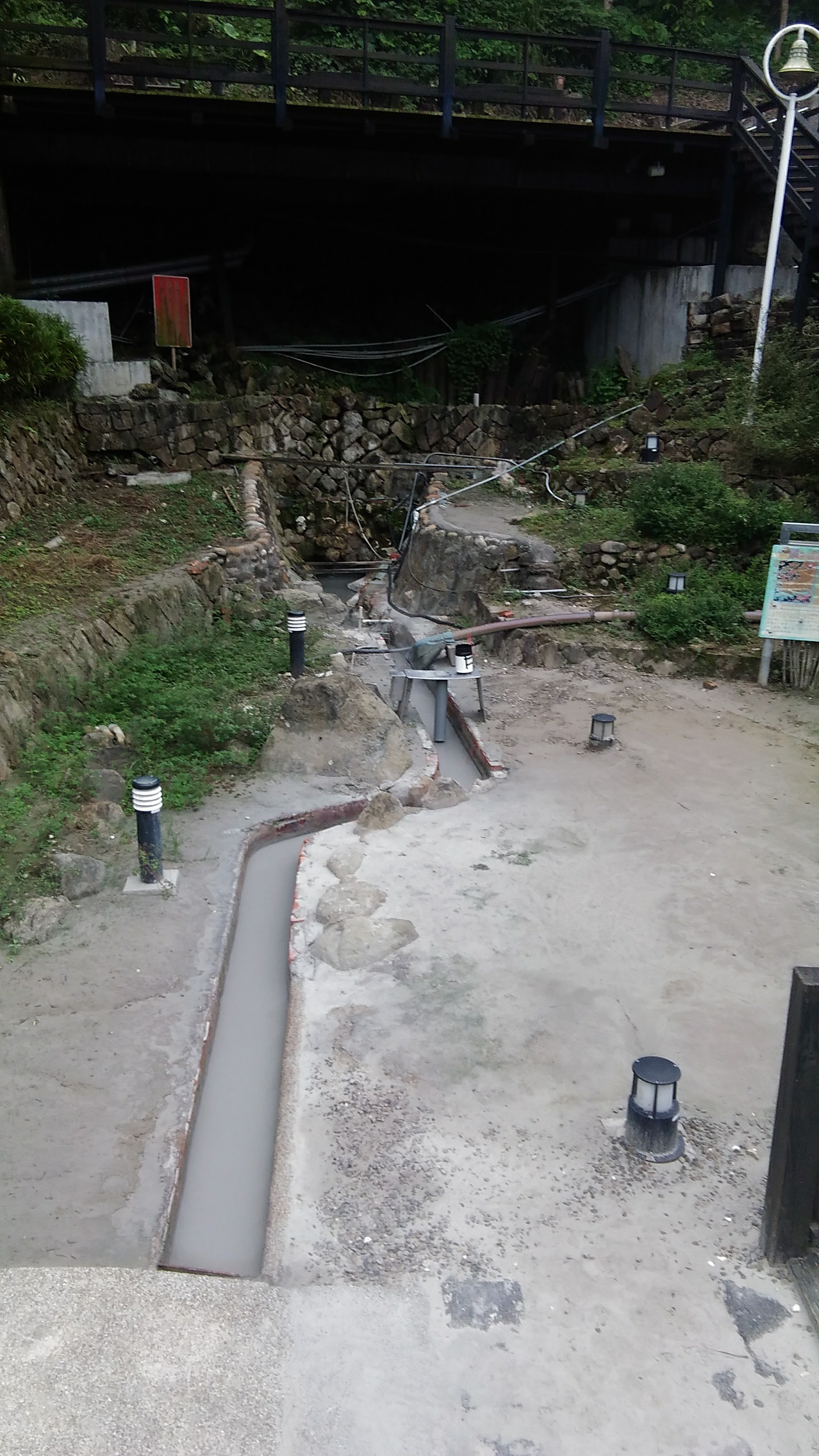
警光山荘脇の源泉
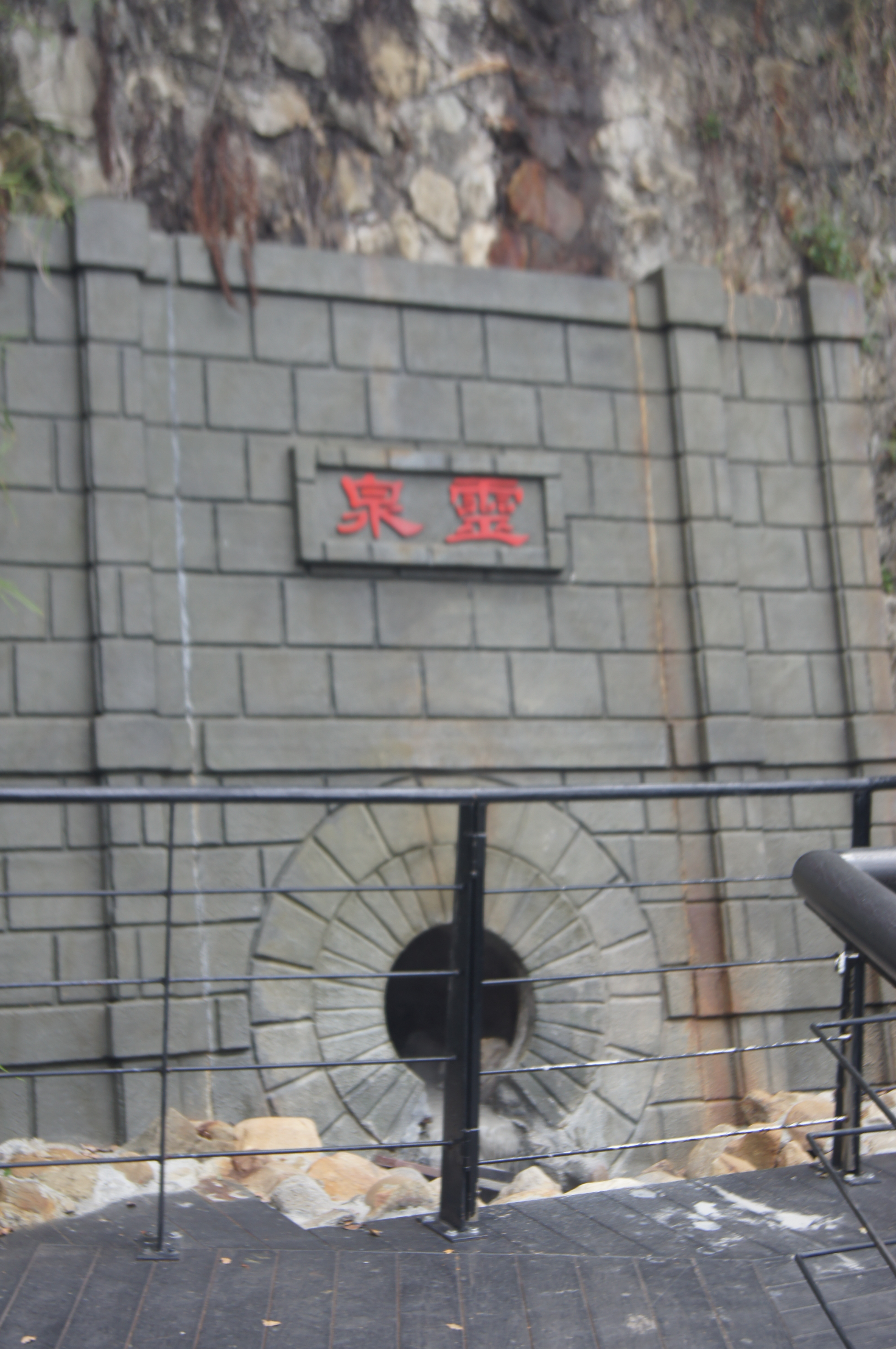
火王爺脇の源泉
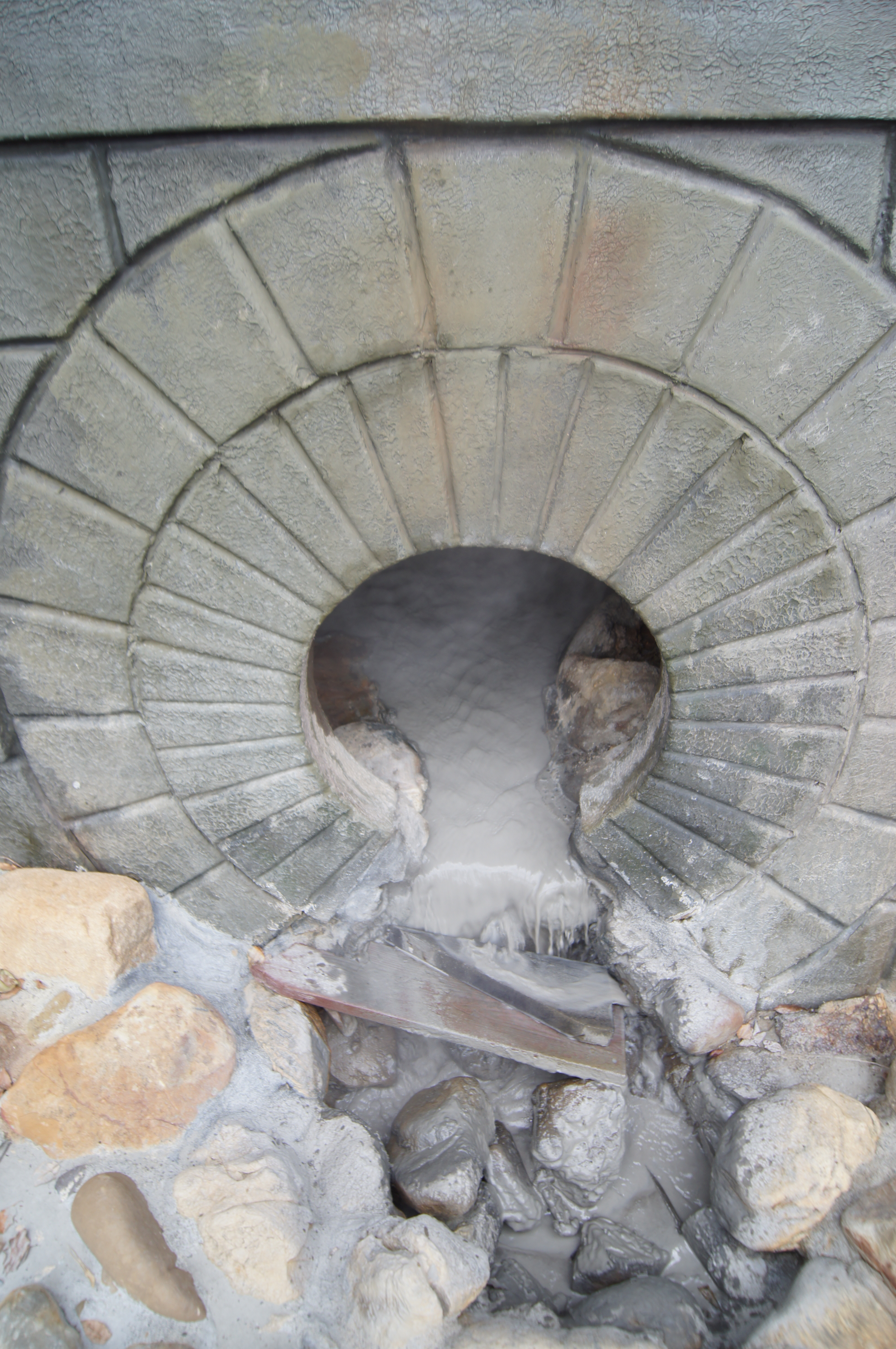
源泉（拡大）

## 温泉街とその周辺
関子嶺温泉の温泉街は2箇所に分かれている。一つは戦前から開けている源泉周辺のエリアで、もう一つはそこから坂を登ったところにある戦後になって開発されたエリアである。
源泉周辺のエリアは湯質は良いものの設備は古めのホテルが多い。背後の山はかつて日本軍の要塞が存在した。要塞跡は現在「紅葉公園」という公園になっており、114種以上という多数の蝶が見られることで知られる。
源泉地帯から少し坂を登ったところに火王爺廟（huŏwángyémiào）があり、波切不動明王が祀られている。この不動明王は関子嶺温泉の守護者として周辺の宿の経営者の信仰を集めている。なお台湾で不動明王が祀られているのはこの廟が唯一とされている。
火王爺の脇にある、好漢坡と呼ばれる長い石段は、日本統治時代には「男坂」と呼ばれ293段からなる石段だった。当時は関子嶺温泉に療養に来た日本兵がリハビリのため昇り降りしていたと伝わる。この石段は県道175号（現在の市道175線を作る際に134段に短縮された。
好漢坡を登りきると関子嶺頂公園に到達する。この周辺は戦後になって開発されたエリアで、SPAや温泉プールなど充実した設備を持つホテルやコンビニ・レストランなどが立ち並び栄えている。なお源泉周辺のエリアとは好漢坡の他に市道175号線を使ってもアクセスすることができる。
新しく開発されたエリアを市道175号線に沿って進むと、市道172号乙線との分岐点に到達する。172号乙線に入ると水火同源や火山碧雲寺などの観光地にアクセスできる。また、そのまま175号線を直進すると地場のコーヒー豆を使ったコーヒーを出す喫茶店が立ち並ぶ「175東山咖啡大道」に到達する。

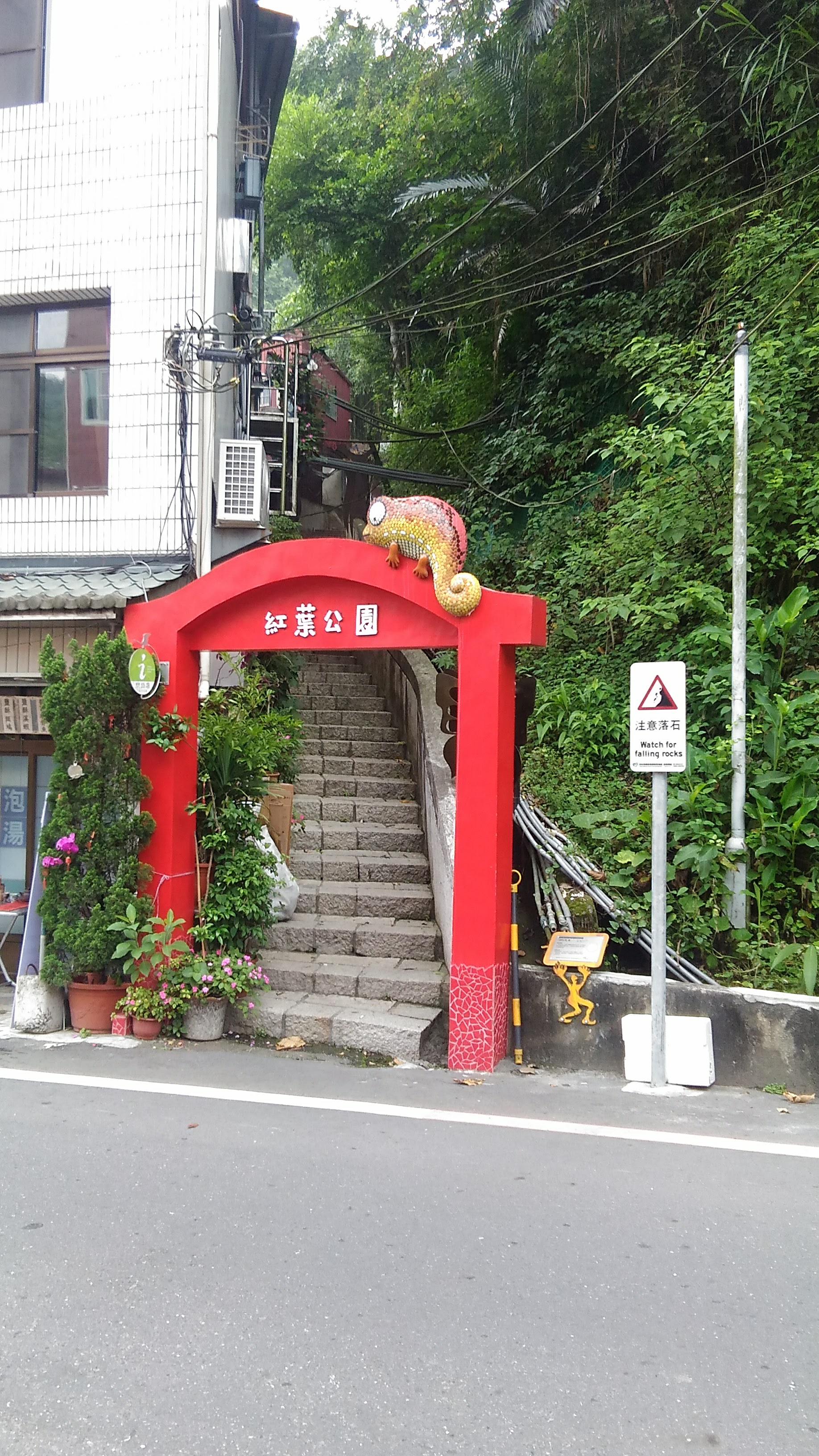
紅葉公園入り口
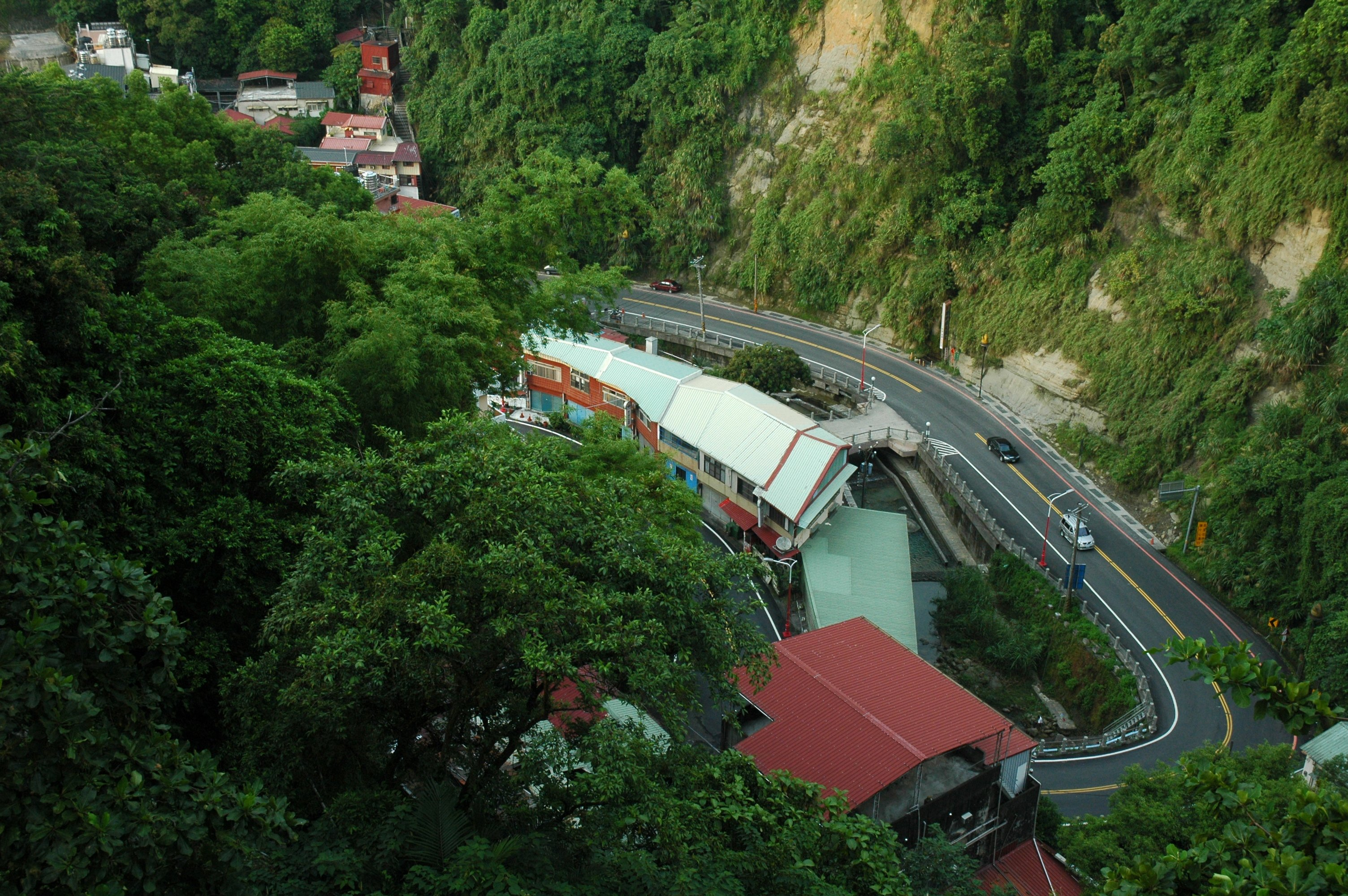
温泉街を縦断する道路（市道175号線）
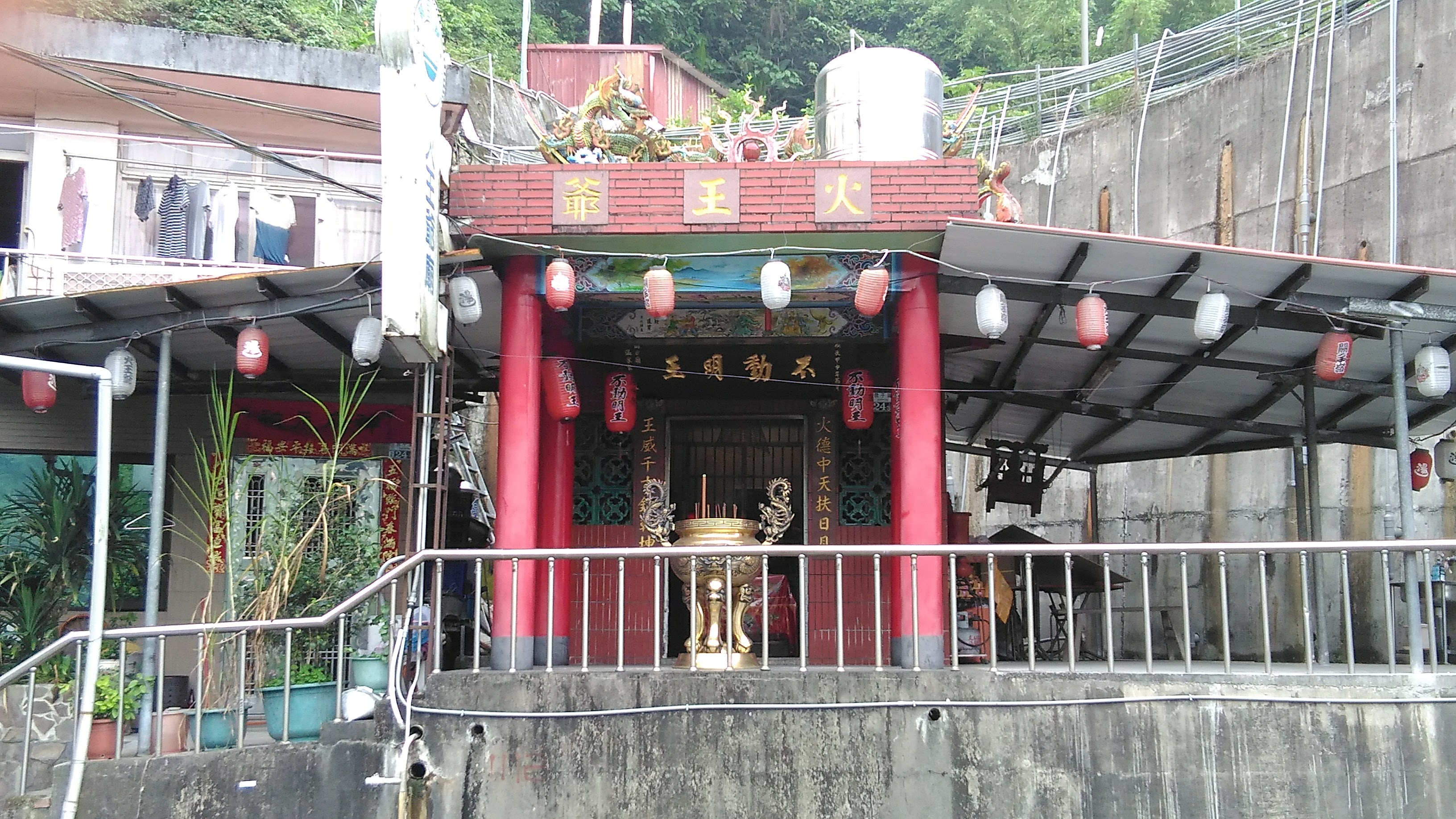
火王爺（不動明王）
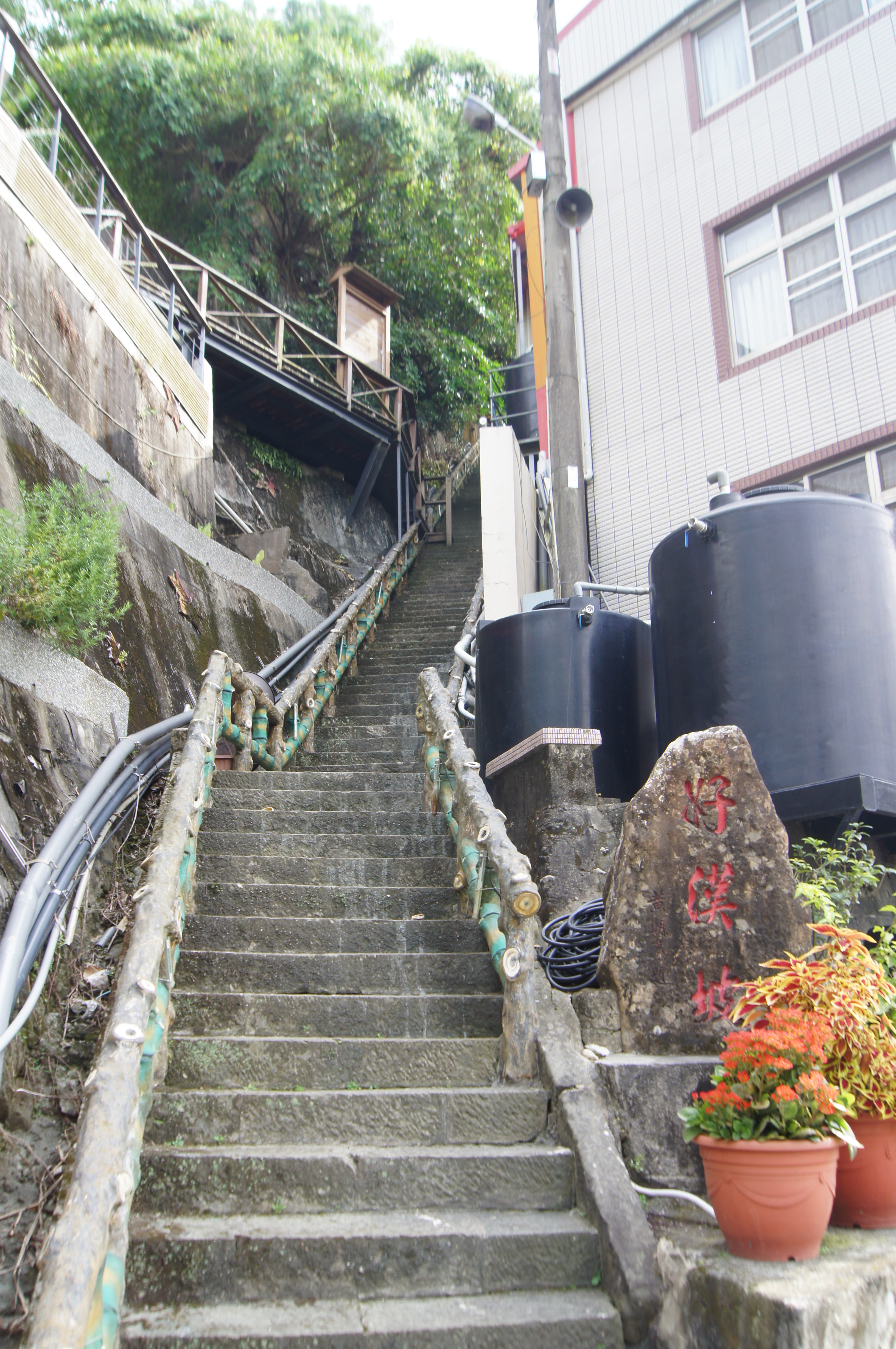
好漢坡
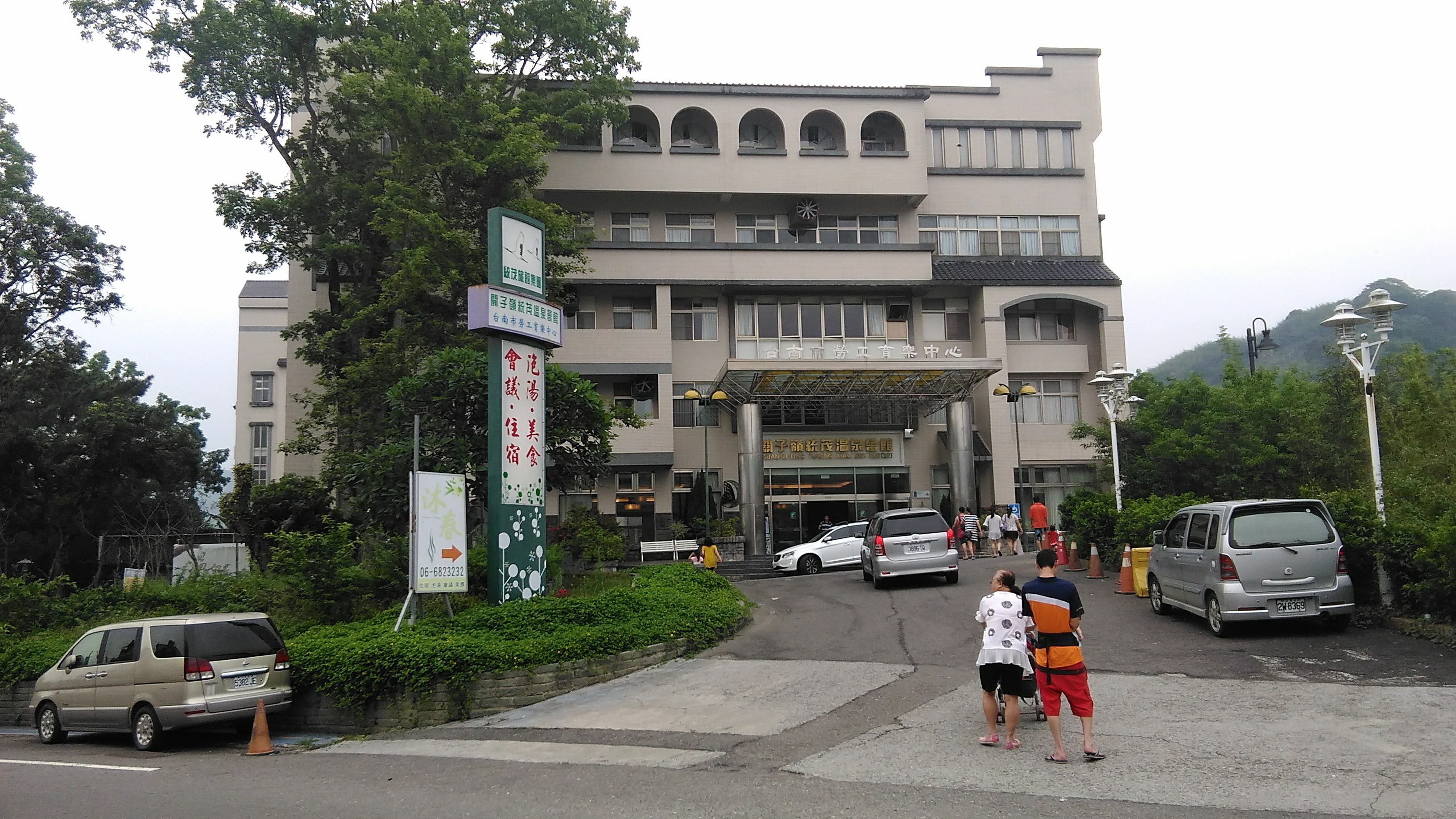
戦後開発されたホテルの一つ、関子嶺統茂温泉会館
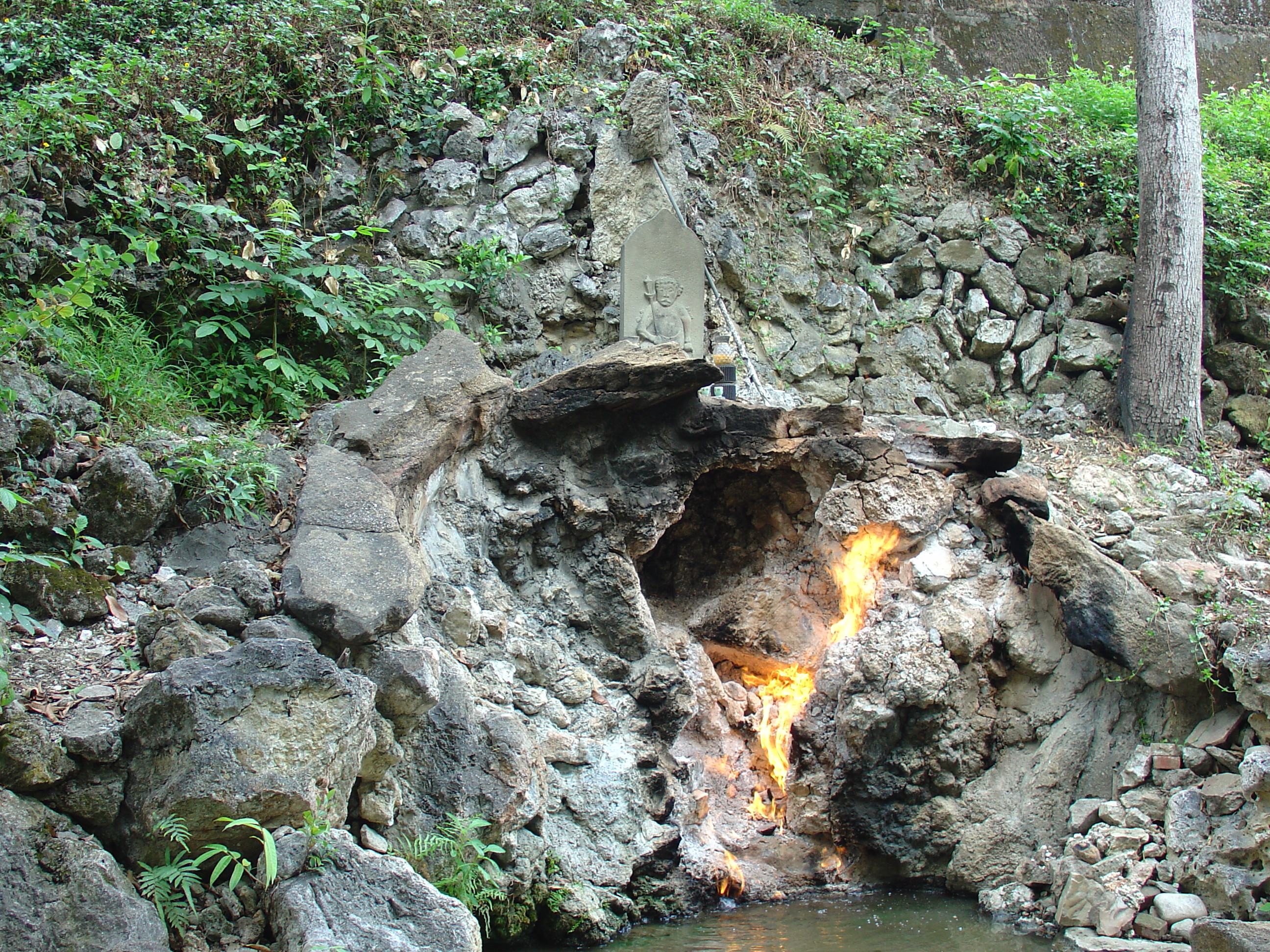
水火同源

## 交通アクセス
- 台湾高速鉄道

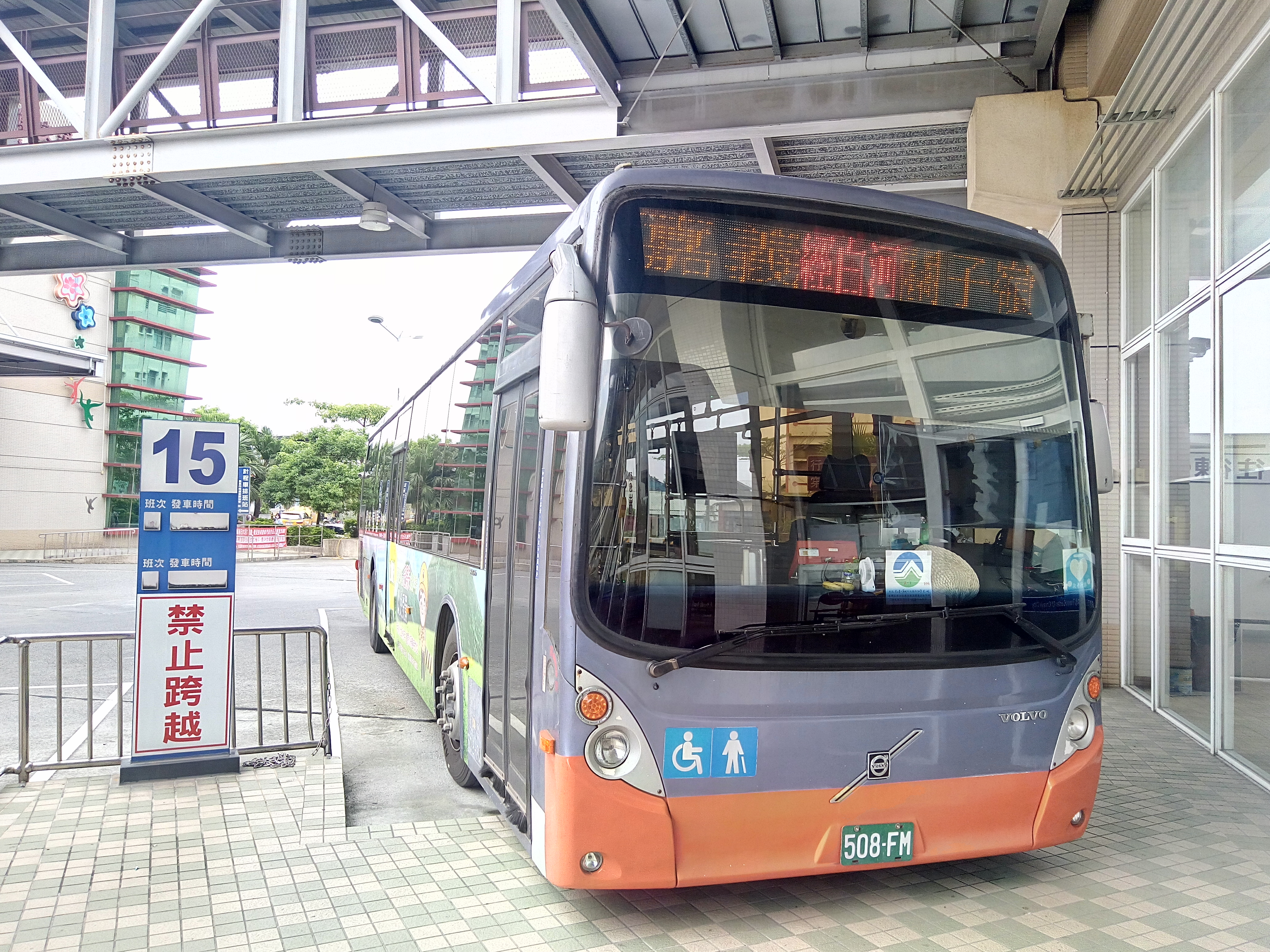
嘉義客運白関線(嘉義-白河/関子嶺 線)Volvo B7RLE ノンステップバス 508-FM - 嘉義市先期交通転運中心前棟ビル、関子嶺行の15番バスのりば

  - 高鉄嘉義駅から嘉義BRT（片道42元、但し高鉄利用客は無料）で約30分、嘉義駅後站（嘉義駅西口）に到着後、嘉義市先期交通転運中心で嘉義客運【7214】に乗換（嘉義駅西口/後站 からスカイウォークを通り、白河、関子嶺行の15番バスのりば）。
  - 高鐵嘉義駅 - 関子嶺温泉直結バス「台湾好行33路線」も運行している、一日3往復[14]。
- 台湾鉄路管理局西部幹線
  - 嘉義客運嘉義市先期交通転運中心前棟ビル（嘉義駅西口/後站 からスカイウォークを通り、白河、関子嶺行の15番バスのりば）から、【7214】嘉義 - 関子嶺（白河経由）で約60分、関子嶺下車（大台南公車の宝泉橋停留所とほぼ同じ場所。終点は嶺頂公園）。関子嶺行き11本、関子嶺発嘉義行き11本。嘉義 - 関子嶺間片道90元。一卡通・悠遊卡使用可。
  - 新営駅前のバスターミナル（新営客運新営站）から大台南公車黄幹線[15]で白河站まで、そこで同【黄12】または【黄13】に乗換え計約1時間、宝泉橋（寶泉橋）下車（終点は関子嶺頂公園。新営からの途中に烏樹林文化園区や白河がある）。一卡通(iPass)と悠遊卡(Easycard)が使用可。